# 蒙哥馬利縣 (阿肯色州)
蒙哥馬利縣（英語：Montgomery County）是美國阿肯色州西部的一個縣。面積2,073平方公里。根據美國2000年人口普查，共有人口9,245人。縣治芒特艾達。
成立於1842年12月9日。縣名紀念美國獨立戰爭中戰死的理察·蒙哥馬利。